# Corps Vandalia-Teutonia Berlin
Vandalia-Teutonia Berlin ist eine pflichtschlagende und farbentragende Studentenverbindung im Kösener Senioren-Convents-Verband (KSCV). Das Corps vereint aktive Studenten und Alumni der Freien Universität, der Humboldt-Universität sowie der Technischen Universität. Die Corpsmitglieder werden Vandalen-Teutonen, im Jargon gemeinhin „Wanderteften“ genannt. Vandalia-Teutonia trägt als Fusionscorps das Erbe der Berliner Corps Vandalia und Teutonia.

## Couleur und Wappen
Vandalia-Teutonia trägt die Farben „feuerrot-weiß-grün“ mit silberner Perkussion. Die Farben setzen sich aus den Farben der beiden fusionierten Muttercorps zusammen. Hierbei entstammt das Rot den Farben des alten Corps Teutonia (feuerrot-silber-schwarz), weiß und grün hingegen der alten Vandalia (karmesinrot-weiß-grün). Dazu wird im Sommersemester der weiße Stürmer (ehemals Teutonia) und im Wintersemester die rote Mütze (ehemals Vandalia) getragen. Die Füchse tragen ein Fuchsenband in „rot-weiß-rot“ mit silberner Perkussion.
Der Wahlspruch lautet Fortes firmat concordia! Der Wappenspruch ist Nulla sine ense virtus!
Die Farben des Corps finden sich auch im Corpswappen wieder. Dabei ist im Rahmen des Wappenschildes der Wahlspruch zu lesen. Das Wappen ist heraldisch geviert: Rechts oben: Fünf Sterne (als Symbol für die fünf Gründer des Corps Vandalia). Links oben: Zirkel und Stiftungsdatum (16. November 1851). Rechts unten: Berliner Bär. Links unten: zwei gekreuzte Glockenschläger, dazwischen die Anfangsbuchstaben des Wappenspruchs.

## Geschichte
Vandalia-Teutonia entstand 1953 durch Fusion der im Krieg dezimierten Corps Vandalia Berlin und Teutonia Berlin. Als Stiftungsdatum des Corps wird seitdem jenes der Vandalia, der 16. November 1851, betrachtet. Vor dem Zweiten Weltkrieg entwickelten sich die Corps getrennt.

### Vandalia

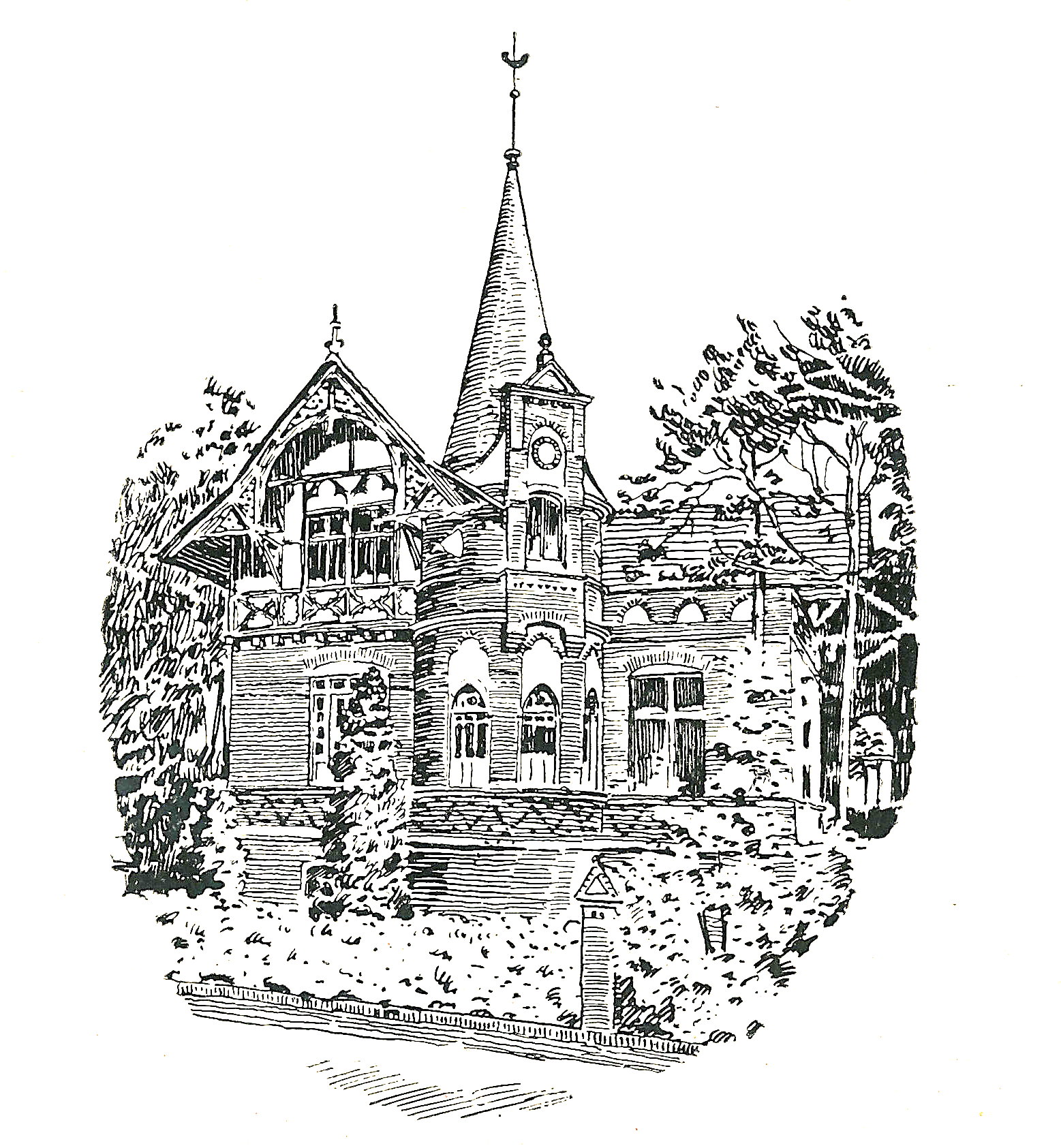
Vandalias Corpshaus, Schinkelstraße 8 (1910)

Die 1849 gegründete Berliner Burschenschaft Alemannia wandelte sich am 16. November 1851 in das Corps Vandalia um. Der neue Name bezog sich auf die westslawische Volksgruppe der Wenden, die ab Anfang des Frühmittelalters in der Region Berlin heimisch gewesen war. Eine Beziehung zum Corps Vandalia I, das von 1811 bis 1821 in Berlin bestand, besteht, gibt es nicht. Stifter des Corps waren die fünf Studenten Klenze (Burschenschaft Alemannia Berlin, Corps Palaiomarchia Halle), Gumprecht (Corps Guestphalia Jena), Koller (Corps Franconia Tübingen) und die beiden Hallenser Corpsstudenten Wendtland und Pochhammer (beide Altmärker). Die Farben Vandalias waren karmesinrot-weiß-grün mit silberner Perkussion. Als Wahlspruch wurde „fortes firmat concordia“ („Einigkeit macht stark“) gewählt, als Wappenspruch „nulla sine ense virtus“ („Keine Tugend ohne Schwert“). Am 20. Dezember wurde das neue Corps in den Berliner SC aufgenommen. 1855 mit dem Beitritt des Berliner SC in KSCV wurde Vandalia Kösener Corps.
Vandalia war besonders bei angehenden Sanitätsoffizieren beliebt. Die Altherrenschaft wies in den 1870er Jahren zahlreiche Generalstabsärzte, Sanitätsinspekteure, Generalärzte und Generaloberärzte auf.
Vandalia wurde aufgrund seiner Verhältnisse (u. a. Palaiomarchia, Isaria) zu dieser Zeit zum blauen Kreis im KSCV gezählt. In den Jahren 1886–1890 ging Vandalia jedoch aller Verhältnisse verlustig, nachdem das Corps auf dem Kösener Congress wegen des Pistolenduells eines Vandalen bestraft worden war. Da durch den Verlust der befreundeten Corps auch eine wichtige Nachwuchsquelle wegfiel, musste Vandalia im Jahre 1890 mangels Aktiven suspendieren. 1897 konnte das Corps jedoch durch eine kleine Gruppe Berliner Studenten rekonstituiert werden und neue Verhältnisse schließen. 1901 war Vandalia erstmals präsidierendes Vorortcorps im KSCV und stellte mit Paul Fichtner den Vorsitzenden des Kösener Congresses (oKC). Auch 1903 war der Berliner Vandale Friedrich Töpffer Vorortsprecher für den SC zu Breslau.
1910 erwarb Vandalia erstmals ein Corpshaus in der Kolonie Grunewald, Schinkelstraße 8. Dieses Haus blieb bis kurz nach dem Ersten Weltkrieg Heim der Verbindung.
Während des Ersten Weltkrieges ruhte der aktive Betrieb des Corps. 86 Vandalen nahmen am Krieg teil. 24 wurden mit dem Eisernen Kreuz 1. Klasse, 50 mit dem Eisernen Kreuz 2. Klasse ausgezeichnet. 14 Vandalen fielen. Mit den im Krieg hinzugekommenen zählte das Corps 1919 noch 146 lebende Mitglieder.
In den 1920er Jahren kam es zu Verstimmungen zwischen Vandalias Corpsburschen und ihren Verhältniscorps. Infolgedessen brach Vandalia ihre Verhältnisse mit den blauen Corps und gründete am 25. Oktober 1927 mit Normannia Halle, Budissa und Makaria Würzburg den Magdeburger Kreis, der noch heute besteht. Vom Traditionsverhältnis zu Isaria zeugt auf dem Corpshaus heute noch das Wappenfenster im 'Isarenzimmer'.

### Teutonia

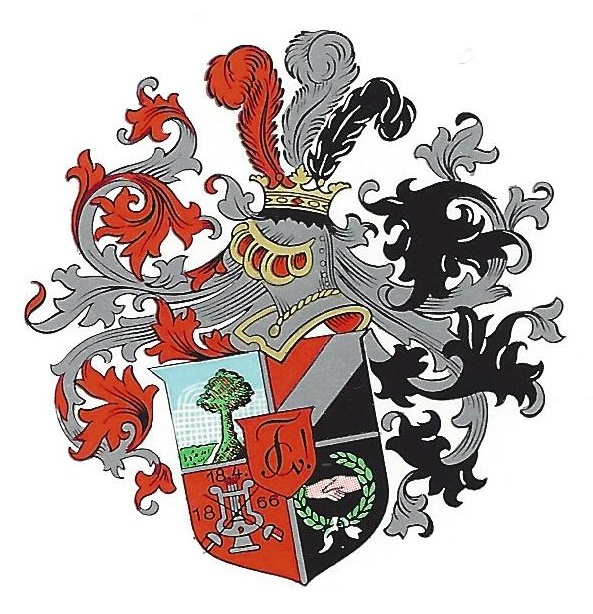
Teutonias Wappen

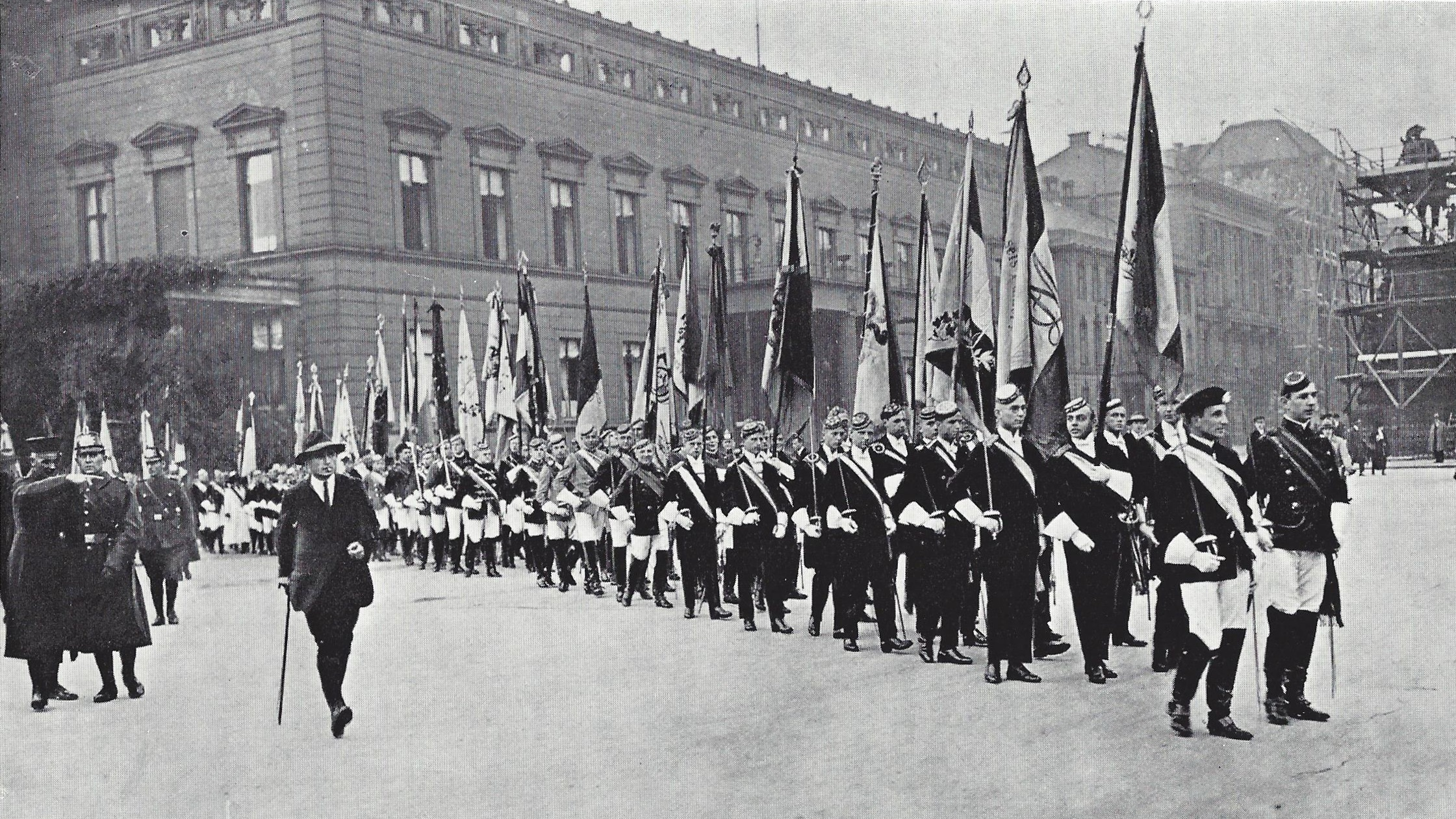
Teutonia als präsidierendes Corps bei der Rektoratsübergabe der Friedrich-Wilhelms-Universität (1924)

Teutonia wurde am 18. April 1866 in Berlin als Freie Burschenschaft Teutonia gegründet. Stifter waren der Veteran des Deutsch-Dänischen Krieges und Student Edmund Schaller und Angehörige des „Vereins der Schlesier“ an der Gewerbeakademie Berlin (heute Technische Universität). Das Gründungsdatum war der zweite Jahrestag des Sturms auf die Düppeler Schanzen; der Name Teutonia rührt von dem als patriotisch empfundenen Anlass her. Schaller wandelte Teutonia 1868 in ein freies Corps um, das 1877 in den Berliner SC aufgenommen wurde. Das Corps Teutonia trug die Farben feuerrot-silber-schwarz, dazu rote Mützen im Winter- und weiße Stürmer im Sommersemester (ab 1907 nur noch weiße Stürmer). Der Wahlspruch lautete: „Amico pectus, hosti frontem!“ („Dem Freund die Brust, dem Feind die Stirn!“).
Noch im Jahre 1868 wurde ein Freundschaftsverhältnis mit Teutonia Göttingen abgeschlossen. Daneben bestanden zeitweise Verhältnisse mit der rekonstituierten Rhenania Tübingen (1879–1882) und mit Guestphalia Würzburg (1880–1882).
Nach dem Bruch der Verhältnisse musste Teutonia 1885 wegen Aktivenmangels suspendieren und konnte erst fast 20 Jahre später, 1905, rekonstituiert werden. In Berlin bestanden nun sechs Corps. Teutonia entwickelte unter den Berliner Corps besonders zu Vandalia und Guestphalia gute Beziehungen und erwarb ein neues Corpshaus in der Englischen Straße 5 in Charlottenburg. Des Weiteren wirkte Teutonia 1906 durch Abstellen von zwei Corpsburschen an der Wiedererstehung von Teutonia Göttingen mit. Teutonia erneuerte alsbald das Verhältnis mit Teutonia Göttingen, das bis 1913 bestehen sollte. Hiernach wurde Teutonia zum Lebenscorps, lehnte also Verhältnisse ab.
Der Ausbruch des Ersten Weltkrieges im Jahre 1914 brachte das Aktivenleben im Berliner SC zum Erliegen, da alle jungen Aktiven an die Front einberufen wurden. 14 Teutonen ließen im Krieg ihr Leben. Nach Ende des Krieges hatten die Corps in Deutschland einen starken Zulauf von jungen Studenten zu verzeichnen, wovon auch Teutonia profitierte; dies änderte sich erst mit der Weltwirtschaftskrise 1930.

### 1935–1951
Das aktive Corps Vandalia suspendierte 1935, Teutonia 1936. Im Zweiten Weltkrieg wurde Vandalias Corpshaus im November 1943 von Fliegerbomben getroffen. Fast alle Couleurgegenstände fielen dem Brand zum Opfer. 19 Vandalen und 23 Teutonen fielen, starben in Kriegsgefangenschaft und Konzentrationslagern oder blieben verschollen.

### Fusion
Die Nachkriegszeit nach dem Zweiten Weltkrieg in Deutschland und die Isolation Berlins verhinderten zunächst eine Rekonstitution der Berliner Corps. Dennoch beging Vandalia 1951 ihr 100. Stiftungsfest, auf dem viele erzwungene Maßnahmen aus der NS-Zeit revidiert wurden. So erhielten ehemalige Mitglieder, die unter dem Druck der Nationalsozialisten ausgetreten waren, das Band zurück. Damals erwog Vandalia auch erstmals einen Zusammenschluss mit dem ebenfalls noch nicht rekonstituierten Corps Teutonia. Nach der Zustimmung der Teutonia fusionierten die Corps, die beide eine Woche zuvor am 23. April 1953 offiziell im SC rekonstituiert hatten, am 30. April 1953 zum Corps Vandalia-Teutonia.

### Heutige Lage

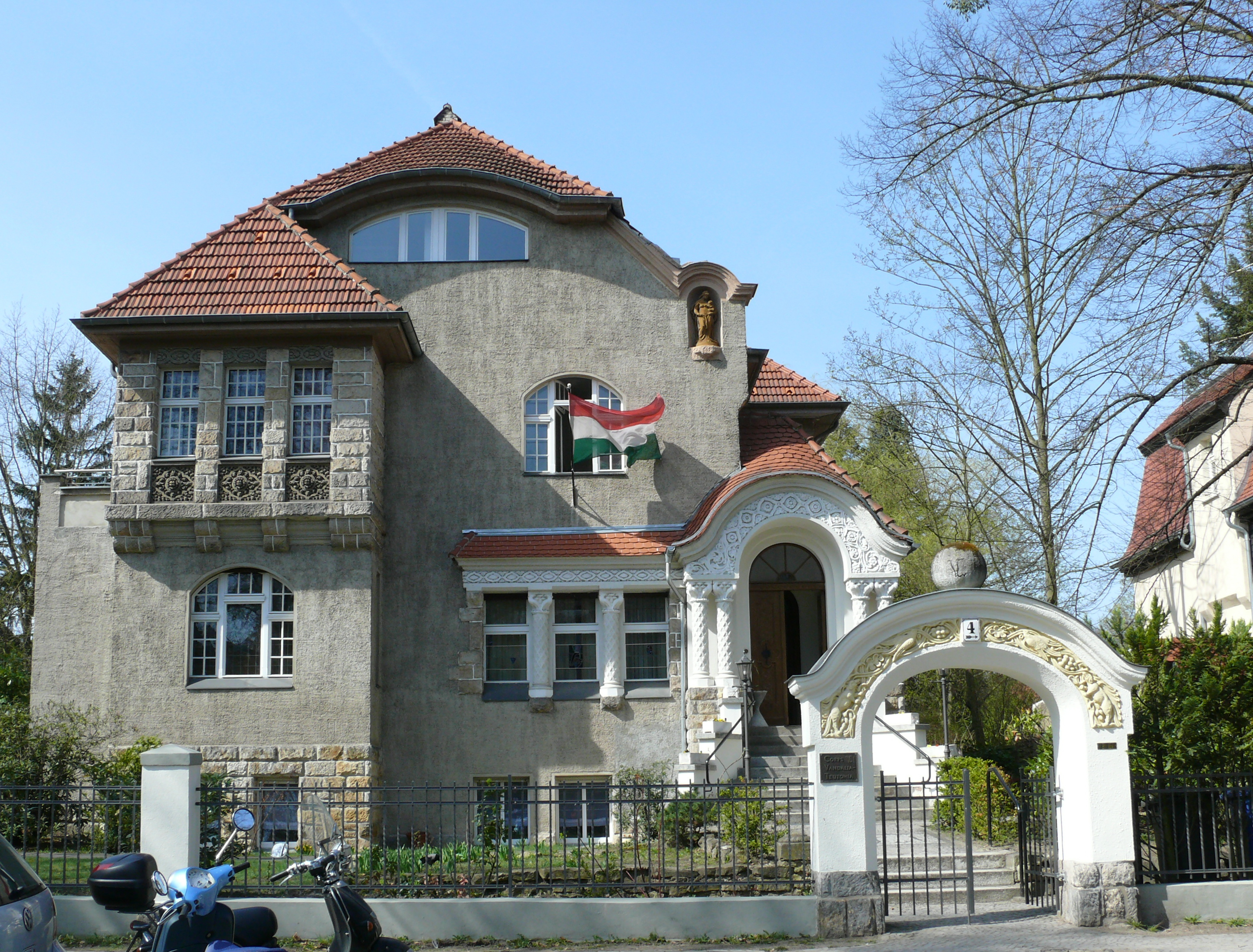
Corpshaus Riemeisterstraße

Vandalia-Teutonia ist Mitglied des Magdeburger Kreis und unterhält somit befreundete Verhältnisse zu den Corps Neoborussia-Berlin zu Bochum, Guestphalia Erlangen, Normannia Halle, Teutonia-Hercynia, Transrhenania, Budissa, Ratisbonia und Makaria-Guestphalia.
Seit 1958 besitzt das Corps ein Corpshaus in der Riemeisterstraße in Berlin-Zehlendorf. 1994 wurde es renoviert und um ein Studentenwohnheim erweitert. In dem Haus der Vandalia-Teutonia werden die meisten Berliner Pauktage abgehalten.
Seit 2003 wird jedes Jahr der Kurt-Lange-Förderpreis des Corps Vandalia-Teutonia an zwei Abiturienten eines Berliner Gymnasiums verliehen, mit dem außergewöhnliche schulische Leistungen in Verbindung mit freiwilligem sozialem Engagement ausgezeichnet werden sollen. Hierdurch sollen „junge Menschen geehrt werden, die sich um die Gemeinschaft verdient gemacht haben“.

## Bekannte Mitglieder
In alphabetischer Reihenfolge

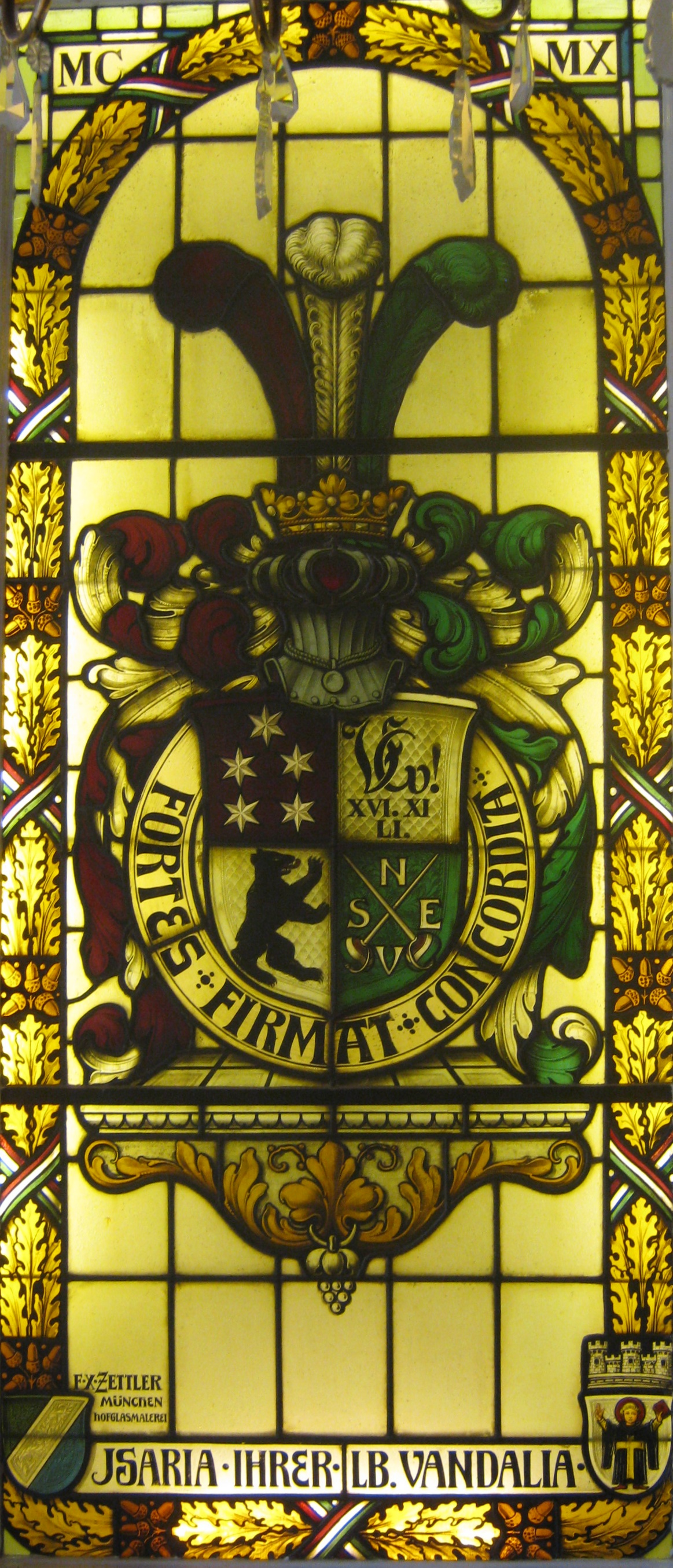
Von Isaria geschenktes Wappenfenster Vandalias

- Karl Alisch (1834–1895), Landgerichtsrat, MdHdA
- Felix von Behr-Bandelin (1834–1894), Rittergutsbesitzer, Kammerherr, Gründer der Deutsch-Ostafrikanischen Gesellschaft, Gründer und Leiter der Deutsch-Ostafrikanischen Plantagengesellschaft
- Max Berring (1866–1937), Offizier
- Franz Bollert (1836–1914), Amtshauptmann, MdHdA
- Otto Braehmer (1838–1902), deutscher Mediziner, Gründer und Ehrenvorsitzender des Vereins Deutscher Bahnärzte
- August von Bönninghausen (1831–1904), Landrat in Coesfeld
- Hans Bremer (1885–1959), Maler und Grafiker
- Franz Büttner Pfänner zu Thal (1859–1919), Kunsthistoriker und Gemälderestaurator
- Carl Werner Dankwort (1895–1986), deutscher Botschafter bei den Vereinten Nationen
- Lothar Determann (* 1969), IT-Rechtler in Kalifornien
- Hans Werner von Dewall (1901–1974), deutscher Industrieller, Vorstandsvorsitzender der Hibernia AG
- Wilhelm Eichhoff (1833–1895), Sozialdemokrat und oppositioneller Schriftsteller
- Alexander Flamant (1836–1897), Landschafts- und Bildnismaler
- Hans Follmann (1863–1935), Ministerialbeamter am Reichsversicherungsamt
- Otto Gerlach (1862–1923), Prorektor der Albertus-Universität
- Bernhard von Goeschen (1833–1923), Kreishauptmann der Kreise Hoya und Harburg, Landrat des Landkreises Harburg
- Hermann Gutschow (1843–1903), Chef des Sanitätsdienstes der Kaiserlichen Marine
- Bernhard Heine (1864–1928), HNO-Arzt in Königsberg und München
- Walter Hermann von Heineke (1834–1901), Professor für Chirurgie, Ehrenbürger von Erlangen
- Ferdinand Jensch (1829–1903), Landgerichtsdirektor, MdHdA
- Peter-Paul Kranz (1884–1957), Zahnmediziner und Hochschullehrer in München
- Hermann Krause (1848–1921), Mediziner, o. Professor in Berlin
- Hermann Kreth (1860–1932), deutscher Politiker
- Ernst Levy von Halle (1868–1909), Geh. Admiralitätsrat, a. o. Professor für Nationalökonomie in Berlin
- Karl Lueder (1834–1895), Strafrechtler
- Elmar Profft (1905–1978), Chemiker und Hochschullehrer in der DDR
- Richard Prüfer (1836–1878), Oberbürgermeister von Dortmund, MdHH
- Otto Roquette (1824–1896), Dichter
- Gustav de Ruyter (1862–1919), Chirurg in Berlin
- Rudolph Stratz (1864–1936), Schriftsteller
- Carl Tewaag (1844–1928), Mitglied des Westfälischen Provinziallandtags, Ehrenbürger von Dortmund
- Albert Villaret (1847–1911), Militärarzt
- Rudolf Vogt (1856–1926), Oberbürgermeister von Biebrich bei Wiesbaden
- Robert Zelle (1829–1901), Oberbürgermeister von Berlin
- Paul von Zitzewitz (1843–1906), Rittergutsbesitzer, MdHdA